# Munida kuboi
Munida kuboi is een tienpotigensoort uit de familie van de Munididae. De wetenschappelijke naam van de soort is voor het eerst geldig gepubliceerd in 1943 door Yanagita.